# Dennis Baron

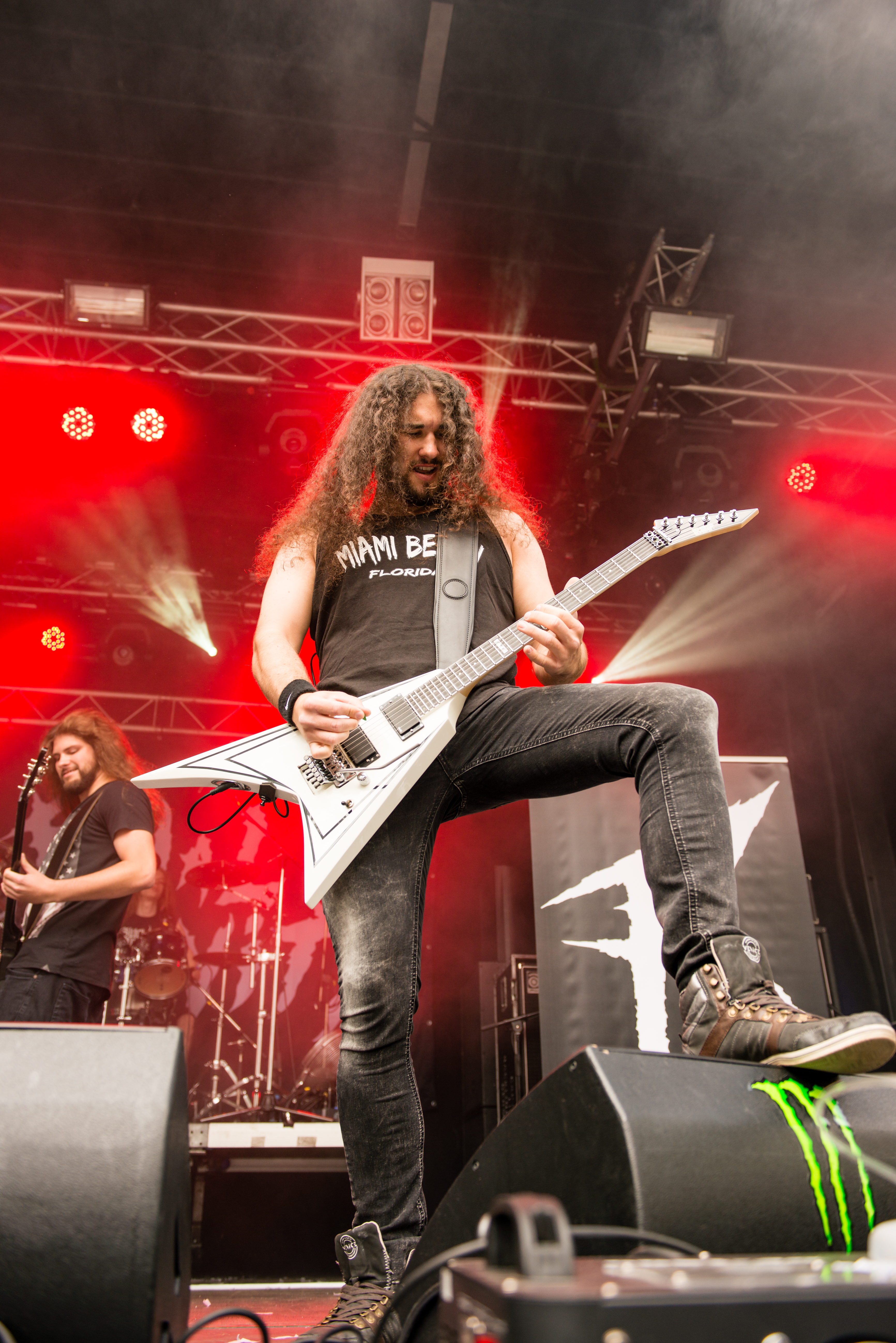
Dennis Baron bei einem Live-Auftritt mit Final Depravity, 2014

Dennis „Blaze“ Baron (* 11. August 1990 in Gladbeck, Deutschland) ist ein deutscher Gitarrist, Sänger und Songwriter. Er ist Gründungsmitglied der Metal-Band Final Depravity und Gitarrist der Band Robse (das Soloprojekt des Ex-Equilibrium-Sängers Robert „Robse“ Dahn).
Er spielte in Bands wie Deus Inversus, Cadaver Disposal, Mallevs Maleficarvm, Harasai, Dead Eternity, BerMiudah, Born Again und Azrael. Als Live-Gitarrist fungierte er bei der Band The Very End und spielte vier Gastauftritte bei der Thrash-Metal-Band Sodom. 2016 spielte er als Gastsänger zwei Auftritte in Austin (Texas) bei der Black-Metal-Band Thyrgrim.
2022 war er Teil des Kinofilms Total Thrash – The Teutonic Story.

## Diskografie

### Mit Cadaver Disposal
- 2010: Signum Gloriae (Demo)
- 2013: May All Be Dead (Nihilistic Empire Records)
- 2017: Transformatio Mundi  (Nihilistic Empire Records)

### Weitere Veröffentlichungen
- 2010: Mastery Over the World von Deus Inversus (Nihilistic Empire Records)
- 2017: Homo Homini Lupus von Mallevs Maleficarvm (NoiseArt Records)